# باك رام
باك رام (بالإنجليزية: Buck Ram)‏ هو مدير مواهب وكاتب أغاني أمريكي، ولد في 21 نوفمبر 1907، وتوفي في 1991.

## وصلات خارجية
- باك رام على موقع IMDb (الإنجليزية)
- باك رام على موقع ميوزك برينز (الإنجليزية)
- باك رام على موقع ميوزك برينز (الإنجليزية)
- باك رام على موقع أول ميوزيك (الإنجليزية)
- باك رام على موقع ديسكوغز (الإنجليزية)
- باك رام على موقع ديسكوغز (الإنجليزية)